# Daisy Jones & The Six
Daisy Jones & The Six è una miniserie televisiva statunitense creata da Scott Neustadter e Michael H. Weber, basata sull'omonimo romanzo di Taylor Jenkins Reid. La miniserie è stata distribuita a partire dal 3 marzo 2023 su Prime Video.

## Trama
La miniserie segue "una rock band negli anni '70 dalla loro ascesa nella scena musicale di Los Angeles fino a diventare una delle band più famose al mondo ed esplora il motivo della loro separazione al culmine del loro successo".

## Produzione

### Sviluppo
La serie è stata annunciata il 25 luglio 2019. La serie è scritta da Scott Neustadter e Michael H. Weber, che sono anche produttori esecutivi insieme a Reese Witherspoon e Lauren Neustadter. Le società di produzione coinvolte nella serie sono Hello Sunshine, Circle of Confusion e Amazon Studios. Taylor Jenkins Reid, autrice del romanzo da cui è tratta l'opera e produttrice della serie, ha dichiarato di essersi ispirata dalla sua esperienza di crescita e guardando le esibizioni dei Fleetwood Mac in televisione.
Le riprese si sono svolte a partire da settembre 2021 e sono terminate a maggio 2022.

### Cast
A novembre 2019, è stato annunciato che Riley Keough e Camila Morrone si erano unite al cast della serie. Nel febbraio 2020, Sam Claflin, Suki Waterhouse, Nabiyah Be, Will Harrison, Josh Whitehouse e Sebastian Chacon si sono uniti al cast della serie. Nell'ottobre 2021, Tom Wright e Jacqueline Obradors sono stati scelti rispettivamente come protagonista e ricorrente.

### Musica
Il singolo Regret Me della band immaginaria della serie, Daisy Jones & the Six, è uscito il 25 gennaio 2023, mentre il 15 febbraio 2023 è stata la volta del secondo singolo Look at Us Now (Honeycomb) . Un album completo, Aurora, è stato pubblicato dalla Atlantic Records il 2 marzo 2023. Le voci principali dell'album sono di Riley Keough e Sam Claflin. È stato composto, eseguito e prodotto da Blake Mills, con una produzione aggiuntiva di Tony Berg e in collaborazione con musicisti come Chris Weisman e Phoebe Bridgers.

## Distribuzione
La miniserie è uscita su Prime Video il 3 marzo 2023, con i primi tre episodi immediatamente disponibili.

## Accoglienza

### Critica
L'aggregatore di recensioni Rotten Tomatoes ha un indice di gradimento del 74% basato su 81 recensioni, con un voto medio di 6,7 su 10; il consenso critico del sito recita: "Daisy Jones & the Six non riesce a evocare le credenziali da rockstar implicite nella pagina, ma il vivace duetto di Riley Keough e Sam Claflin conferisce a questo adattamento abbastanza verve da abbattere occasionalmente la casa." Metacritic, invece, ha dato alla serie un punteggio pari a 62 su 100, basato su 33 recensioni.

## Riconoscimenti
- 2023 – MTV Movie & TV Awards[19]
  - Candidatura per la miglior interpretazione in una serie televisiva a Riley Keough
  - Candidatura per il miglior bacio a Riley Keough e Sam Claflin